# دهستان هویزه جنوبی
دهستان هویزه جنوبی یکی از دهستان‌های شهرستان هویزه در استان خوزستان ایران است. این دهستان در بخش مرکزی شهرستان هویزه قرار دارد و براساس سرشماری مرکز آمار ایران در سال ۱۳۹۰، جمعیت آن ۵۵۶۸ نفر (در ۱۱۸۷ خانوار) بوده‌است.